# Joe's Xmasage
Joe's Xmasage je kompilační album složené z hudby Franka Zappy, posmrtně vydané 21. prosince 2005. Sestavil ho archivář Joe Travers.

## Seznam skladeb
Všechny skladby napsal Frank Zappa.
1. "Mormon Xmas Dance Report"
2. "Prelude to "The Purse""
3. "Mr. Clean" (Alternate Mix)
4. "Why Don'tcha Do Me Right?"
5. "The Muthers/Power Trio"
6. "The Purse"
7. "The Moon Will Never Be the Same"
8. "GTR Trio"
9. "Suckit Rockit"
10. "Mousie's First Xmas"
11. "The Uncle Frankie Show"